# Tephrosia velutina
Tephrosia velutina är en ärtväxtart som beskrevs av Spreng.. Tephrosia velutina ingår i släktet Tephrosia och familjen ärtväxter. Inga underarter finns listade i Catalogue of Life.